# Цис (Свентокшиське воєводство)
Цис (пол. Cis) — село в Польщі, у гміні Руда-Маленецька Конецького повіту Свентокшиського воєводства.
Населення — 90 осіб (2011).
У 1975-1998 роках село належало до Келецького воєводства.

## Демографія
Демографічна структура на день 31 березня 2011 року:
|          | Загалом | Допрацездатний вік | Працездатний вік | Постпрацездатний вік |
| -------- | ------- | ------------------ | ---------------- | -------------------- |
| Чоловіки | 51      | 9                  | 38               | 4                    |
| Жінки    | 39      | 5                  | 20               | 14                   |
| Разом    | 90      | 14                 | 58               | 18                   |